# Melanodytes
Melanodytes is een geslacht van kevers uit de familie  waterroofkevers (Dytiscidae).
Het geslacht is voor het eerst wetenschappelijk beschreven in 1887 door Seidlitz.

## Soorten
Het geslacht omvat de volgende soort:
- Melanodytes pustulatus (Rossi, 1792)